# 손가락

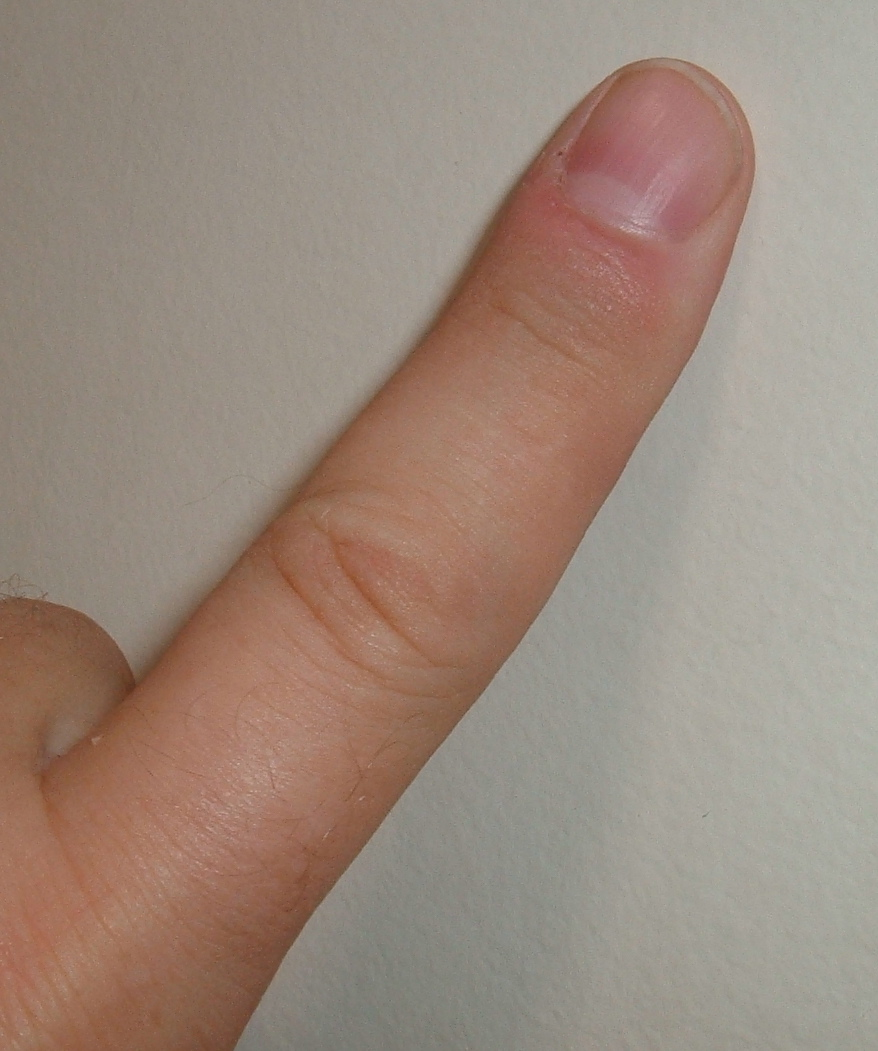
왼손 집게손가락

손가락(finger)은 손에 붙어 있는 몸의 구성 중의 하나이다. 대부분의 사람은 한 손에 다섯 개의 손가락을 갖고 있다. 단, 육손이인 사람은 여섯 개의 손가락을 갖는다.
인간의 손가락은 유연하게 관절화되고 반대방향으로 움직일 수 있어 촉각과 미세한 움직임의 중요한 기관 역할을 하며, 이는 손의 기민함과 물체를 파악하고 조작하는 능력에 매우 중요하다.

## 종류
각 손가락의 이름은 아래와 같다.
- 엄지손가락: 대지(大指). 무지(拇指). 엄지손. 거지(巨指)는 엄지손가락이나 엄지발가락을 가리킨다.
- 집게손가락: 두지(頭指). 검지(-指).
- 가운뎃손가락: 중지(中指), 장지(長指 또는 將指).
- 약손가락(藥-): 약지(藥指), 무명지(無名指). 준말은 '약(藥)손'이다.
- 새끼손가락: 계지(季指). 새끼손. 소지(小指)는 새끼발가락도 가리킨다.

일부 국가는 특정 손가락 하나만 내밀거나 손가락 두 개로 표시하여 내밀면 욕이 되기도 한다.

## 같이 보기
- 손
- 발가락
- 손발톱
- 발